# Modrý Kameň
Modrý Kameň (deutsch Blauenstein, ungarisch Kékkő) ist eine Stadt im Okres Veľký Krtíš innerhalb des Banskobystrický kraj im Süden der Slowakei. Mit 1630 Einwohnern (Stand 31. Dezember 2024) ist sie eine der kleinsten Städte des Landes.

## Geographie

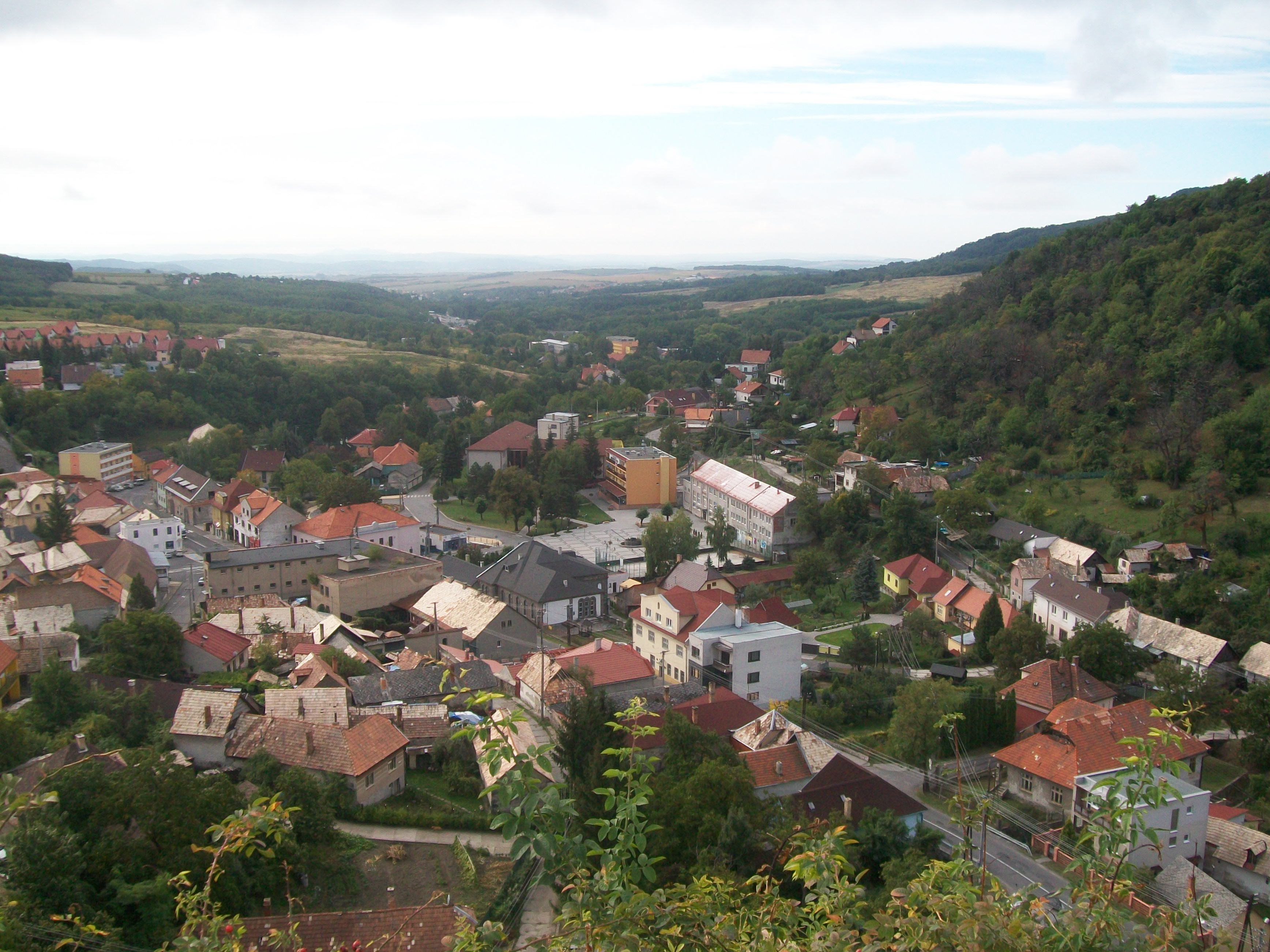
Blick auf die Stadt von der Burg aus

Die Stadt befindet sich am Übergang vom Talkessel Ipeľská kotlina (Teil der Juhoslovenská kotlina) in die Hochebene Krupinská planina. Durch die Stadt fließt der Krtíš, der hier den Nebenfluss Riečka aufnimmt. Einige Kilometer nördlich der Stadt beginnt das Militärgelände Lešť. Die Höhe im knapp 19,65 km² großen Gemeindegebiet variiert von 200 m n.m. bis 504 m n.m.; es ist von braunen Waldböden sowie illimerisierten Böden bedeckt. Das Stadtzentrum liegt auf einer Höhe von 240 m n.m. und ist vier Kilometer von Veľký Krtíš sowie 77 Kilometer von Banská Bystrica entfernt.
Nachbargemeinden sind Horné Strháre im Norden, Dolné Strháre im Osten, Veľký Krtíš im Süden, Dolné Plachtince im Südwesten, Stredné Plachtince im Westen und Dačov Lom im Nordwesten.

## Geschichte

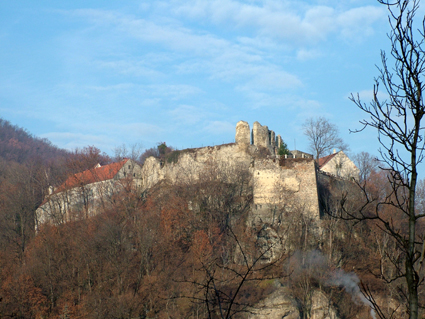
Burg Blauenstein

Auf dem heutigen Gemeindegebiet wurden Brandgräber aus der älteren und mittleren Bronzezeit gefunden.
Modrý Kameň wurde 1290 zum ersten Mal schriftlich als Keykkw erwähnt; dies ist zugleich die erste Erwähnung für die Burg und deren Herrschaftsgut. Die Geschichte des Ortes ist eng mit der Burg verknüpft; bis zum Ende des Mittelalters stammten die Besitzer aus dem Geschlecht Balassa, die hier bis zum 19. Jahrhundert wohnten. Während der Türkenkriege im 16. und 17. Jahrhundert wurde der Ort zusammen mit der Burg mehrmals in Mitleidenschaft gezogen und war 1576–1593 von den Türken besetzt. 1658 wurde Modrý Kameň zum Städtchen; die Einwohner waren in Landwirtschaft, Weinbau sowie als Handwerker und Hirten beschäftigt. 1828 zählte man 163 Häuser und 1545 Einwohner.
Bis 1918 gehörte sie zum Komitat Neograd innerhalb des Königreichs Ungarn und kam dann zur neu entstandenen Tschechoslowakei beziehungsweise heute Slowakei. In der Tschechoslowakei (von 1923 bis 1960) sowie in der Ersten Slowakischen Republik war die Stadt Sitz eines Okres.

## Bevölkerung
| Jahr:                | 1994. | 2004.   | 2014.    | 2024.   |
| -------------------- | ----- | ------- | -------- | ------- |
| Anzahl der Personen: | 1437  | 1459    | 1615     | 1630    |
| Unterschied:         |       | +1,53 % | +10,69 % | +0,92 % |

| Jahr:                | 2023. | 2024.   |
| -------------------- | ----- | ------- |
| Anzahl der Personen: | 1659  | 1630    |
| Unterschied:         |       | -1,74 % |

Nach der Volkszählung 2011 wohnten in Modrý Kameň 1555 Einwohner, davon 1391 Slowaken, 25 Magyaren, 19 Roma, sechs Tschechen und jeweils ein Deutscher und Pole; zwei Einwohner waren anderer Ethnie. 110 Einwohner machten keine Angabe. 1104 Einwohner bekannten sich zur römisch-katholischen Kirche, 121 Einwohner zur evangelischen Kirche A. B, jeweils vier Einwohner zur griechisch-katholischen Kirche und zur orthodoxen Kirche, jeweils zwei Einwohner zu den Baptisten und zur Brüderkirche und jeweils ein Einwohner zur Bahai-Religion, zur altkatholischen Kirche, zur evangelisch-methodistischen Kirche, zur evangelistischen Kirche und zur reformierten Kirche; vier Einwohner waren anderer Konfession. 128 Einwohner waren konfessionslos und bei 181 Einwohnern wurde die Konfession nicht ermittelt.
Ergebnisse nach der Volkszählung 2001 (1434 Einwohner):
| Nach Ethnie: - 92,82 % Slowaken - 2,79 % Roma - 2,02 % Magyaren - 0,35 % Tschechen - 0,07 % Deutsche | Nach Konfession: - 79,22 % römisch-katholisch - 8,44 % konfessionslos - 7,60 % evangelisch - 3,14 % keine Angabe - 0,84 % griechisch-katholisch - 0,28 % orthodox |

## Sehenswürdigkeiten

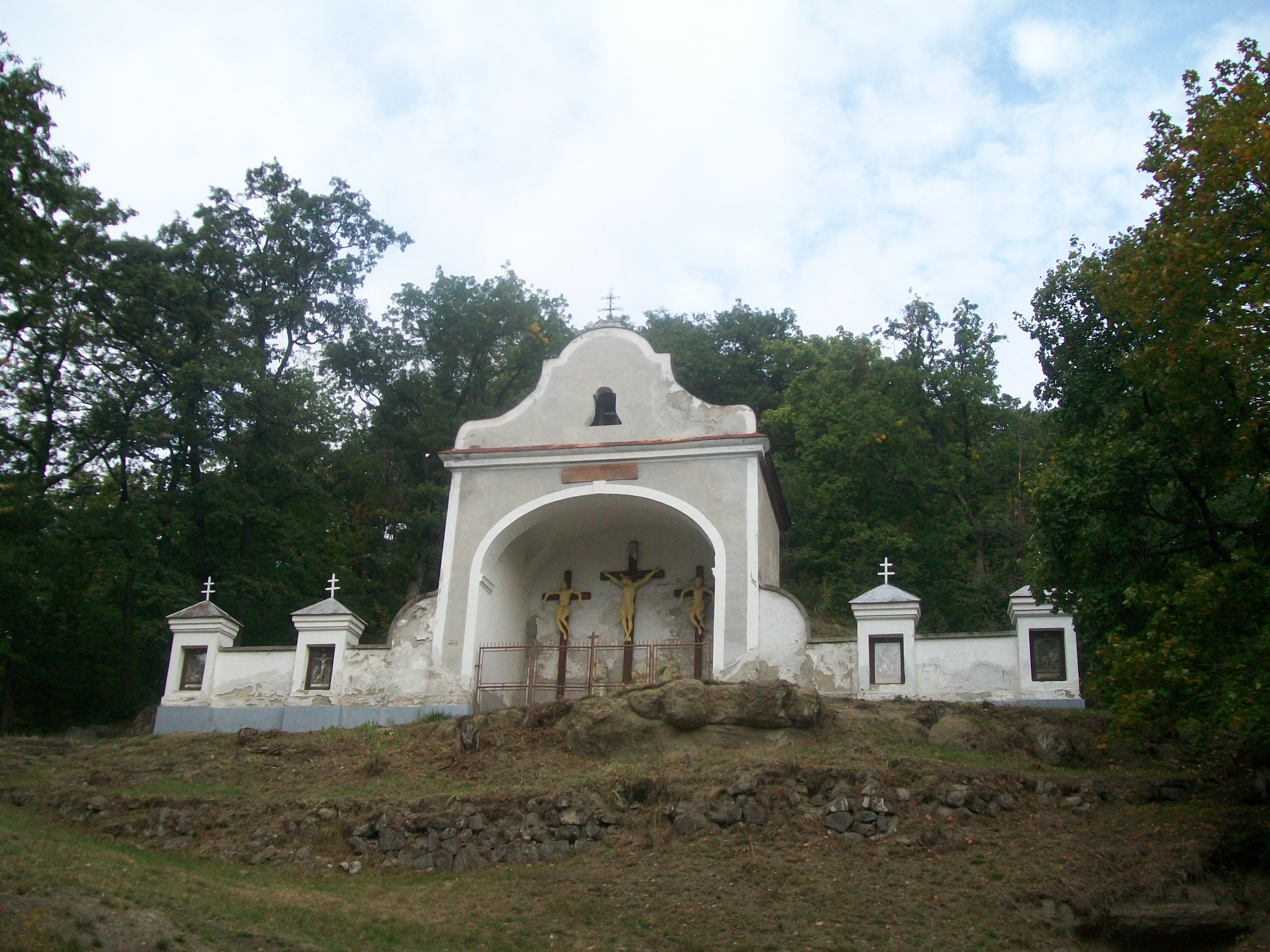
Kalvarienberg, Kreuzigung-Christi-Kapelle

- Burg Blauenstein (slowakisch hrad Modrý Kameň), Ruinen der gotischen Festung, die im Zuge der Türkenkriege mehrmals umgebaut wurde, jedoch gegen Hälfte des 17. Jahrhunderts endgültig zerstört. 1730 ließ Gabriel Balassa an der unteren Burg ein Landschloss im barocken Stil errichten, 1759 wurde eine Kapelle dazu ergänzt. Heute ist es im staatlichen Besitz und Sitz des Puppen- und Spielzeugmuseums, das zum Netzwerk des Slowakischen Nationalmuseums gehört.
- Kalvarienberg aus dem 18. Jahrhundert
- römisch-katholische Kirche im neoromanischen, teilweise barocken Stil aus dem Jahr 1879. Die Ausstattung kommt teilweise aus der Burgkapelle
- Mariensäule im spätbarocken Stil aus dem 18. Jahrhundert

## Verkehr
Modrý Kameň liegt an der Landesstraße II/527 (Šahy–Veľký Krtíš–Babiná), mit Anschlüssen an das Fernstraßennetz in Veľký Krtíš (I/75, 3 km entfernt), Devičie und Babiná (I/66, E 77, beide 34 km entfernt). Es gibt keinen Bahnanschluss, der Bahnhof in Veľký Krtíš an der Bahnstrecke Lučenec–Veľký Krtíš ist ohne Personenverkehr. Nächste Bahnhöfe mit Personenverkehr befinden sich in Lučenec und Zvolen (37 km und 51 km, Bahnstrecke Salgótarján–Vrútky) und Šahy (50 km, Bahnstrecke Zvolen–Čata). Es gibt mehrere regionale Busverbindungen mit umliegenden Gemeinden und Städten.